# Valenciaans

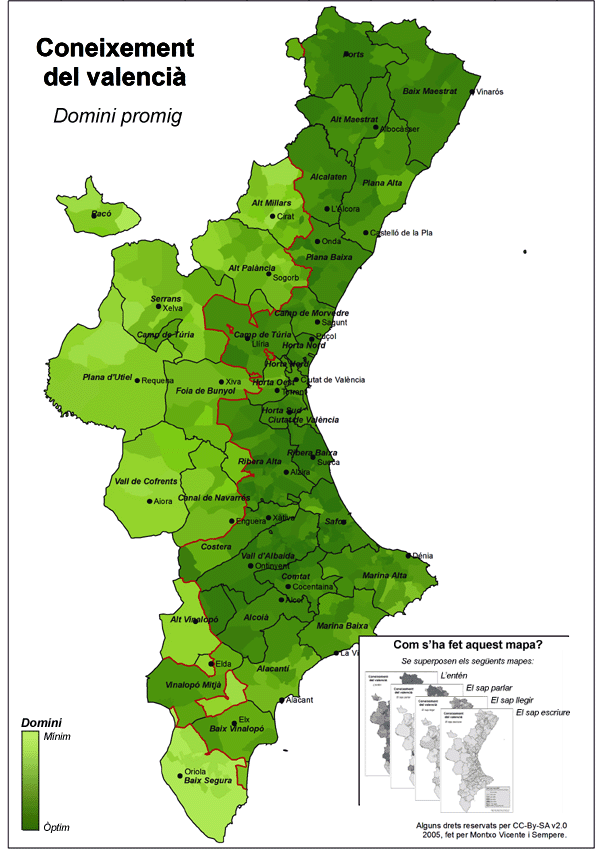
Percentage dat Valenciaans spreekt rondom Valencia.

Het Valenciaans (Valencià) is een variëteit of hoofddialect van het Catalaans en wordt hoofdzakelijk gesproken in de Spaanse autonome regio Valencia, waartoe ook de gelijknamige stad Valencia behoort. Vaak wordt ook gezegd dat men in El Carche in de regio Murcia deze taal spreekt.

## Valenciaans en het Catalaans
Het Valenciaans is dezelfde taal als het Catalaans, ook al wordt in de autonome regio Valencia deze variant van het Catalaans het Valenciaans genoemd. Taalkundigen en de Academie voor de Valenciaanse/Catalaanse taal zijn ervan overtuigd dat het om dezelfde taal gaat, al zijn er verschillende woorden en spellingsvarianten. Er is echter geen strikte geografische scheiding tussen de rest van het Catalaans en het Valenciaans, en in het noorden van de regio Valencia en het aangrenzende zuiden van de regio Catalonië wordt een overgangsvariëteit gesproken, het Ebrenc-Catalaans.
Kennis en spreekvaardigheid van het dialect lopen terug, zo blijkt uit op 9 december 2014 gepubliceerd onderzoek. 84,8% van de inwoners van de Valencia regio begrijpt het Valenciaans, maar slechts 51% spreekt de regionale taal en 58% kan het Valenciaans lezen. Slechts 37% van de inwoners van de Valencia regio kan de taal spreken en schrijven.
Tegen het advies van de taalkundigen, hebben regionalisten en unitaristische Spaansgezinde politici uit Valencia meerdere keren, waaronder in 2004 gepoogd het Valenciaans als een aparte taal ten opzichte van het het Catalaans te bestempelen. Op 9 februari 2005 heeft de Academie de regeringsinmenging uitdrukkelijk verworpen en bevestigd dat de taal van Valencia, Catalonië en de Balearen eenzelfde, maar zogenaamd pluricentrische taal is. In 2021 wilde de regioregering zelfs winkeliers verplichten om hun klanten in het Valenciaans te woord te staan. Dit zou ook gelden voor de toeristengebieden zoals Benidorm, waar de buitenlandse gasten al helemaal geen kennis hebben van regiotalen.